# Ґамаль Абдельхамід
Ґамаль Абдельхамід (араб. جمال عبد الحميد‎; нар. 24 листопада 1957, Каїр, Єгипет) — єгипетський футболіст, атакувальний півзахисник.

## Клубна кар'єра
Футбольну кар'єру розпочав в «Аль-Аглі» (Каїр). У 1977 році в складі клубу дебютував в Прем'єр-лізі Єгипту. У 1978 році разом з каїрським клубом виграв кубок Єгипту, а в 1979 році — перший титул чемпіона країни. У 1980—1982 роках тричі поспіль вигравав Прем'єр-лігу, а в 1981, 1983 та 1984 роках тричі вигравав національний кубок. Разом з «Аль-Аглі» виграв також Лігу чемпіонів КАФ 1982 року (3:0 та 1:1 у фінальному матчі проти «Асанте Котоко»), а також тріумфував у Кубку володарів кубків КАФ 1984 року.
Влітку 1983 року перейшов до іншого каїрського клубу, «Замалек». У 1986 році разом з командою виграв Лігу чемпіонів (2:0, 0:2 пен. у фіналі проти «Африка Спортс» (Абіджан)), а в 1987 році — Афро-Азійський кубок. Під час виступів у «Замалеку» тричі вигравав чемпіонат Єгипту (1988, 1992, 1993) та один кубок Єгипту (1988). Окрім цього, у 1988 році виграв Афро-Азійський кубок. У 1994 році втретє в кар'єрі виграв Лігу чемпіонів (0:0, 0:0 пен. 7:6 у фіналі проти «Асанте Котоко»). Роком пізніше виграв Суперкубок Африки. А в сезоні 1987/88 років став найкращим бомбардиром Прем'єр-ліги Єгипту. Футбольну кар'єру завершив 1994 року у віці 37 років. Загалом у чемпіонатах Єгипту відзначився 99-а голами, у клубних африканських змаганнях — 18 (16 — за «Аль-Аглі» та 2 — за «Замалек»).

## Кар'єра в збірній
У футболці національної збірної Єгипту дебютувала 1979 року. У 1990 році головний тренер єгипетської збірної Махмуд Ель-Гохарі викликав Ґамаля для участі в чемпіонаті світу 1990 року в Італії. На цьому турнірі був капітаном команди та зіграв 3 матчі групового етапу: з Нідерландами (1:1), з Ірландією (0:0) та з Англією (0:1). Протягом кар'єри також виступав на Кубку африканських націй 1986 (Єгипет переміг на цьому турнірі), 1988 (з 7-а голами Абдельхамід став найкращим бомбардиром турніру) та 1992 років.

## Досягнення

### Клубні
«Аль-Аглі» (Каїр)
- Прем'єр-ліга Єгипту
  -  Чемпіон (5): 1976/77, 1978/79, 1979/80, 1980/81, 1981/82

- Кубок Єгипту
  -  Володар (3): 1977/78, 1980/81, 1982/83

- Кубок африканських чемпіонів
  -  Володар (1): 1982

- Кубок володарів кубків КАФ
  -  Володар (1): 1984

«Замалек»
- Прем'єр-ліга Єгипту
  -  Чемпіон (4): 1983/84, 1987/88, 1991/92, 1992/93

- Кубок Єгипту
  -  Володар (1): 1987/88

- Суперкубок КАФ
  -  Володар (1): 1993

- Афро-Азійський кубок
  -  Володар (1): 1987

### У збірній
Єгипет
- Кубок африканських націй
  -  Володар (1): 1986
- Переможець Всеафриканських ігор: 1987